# Nelson's Dockyard
Nelson’s Dockyard è un porto e cantiere navale storico situato sull'estremo meridionale dell'isola di Antigua nello stato di Antigua e Barbuda, nei Caraibi, fa parte della località di English Harbour nella parrocchia di Saint Paul.
Il porto fa parte del Nelson's Dockyard National Park, che comprende anche l'edificio storico di Clarence House e le fortificazioni di Shirley Heights. Il nome del complesso deriva da quello del Lord Ammiraglio Horatio Nelson che vi abitò e comandò il cantiere dal 1784 al 1787. 
Presso il Nelson's Dockyard vengono svolti eventi di vela come l'Antigua Sailing Week e l'Antigua Charter Yacht Meeting, nel 2015 e 2016 vi si sono svolti i Campionati internazionali nordamericani di Optimist.
Dal luglio del 2016 il cantiere navale e gli edifici facenti parte del complesso sono stati inseriti nell'elenco dei Patrimoni dell'umanità dell'UNESCO

## Storia

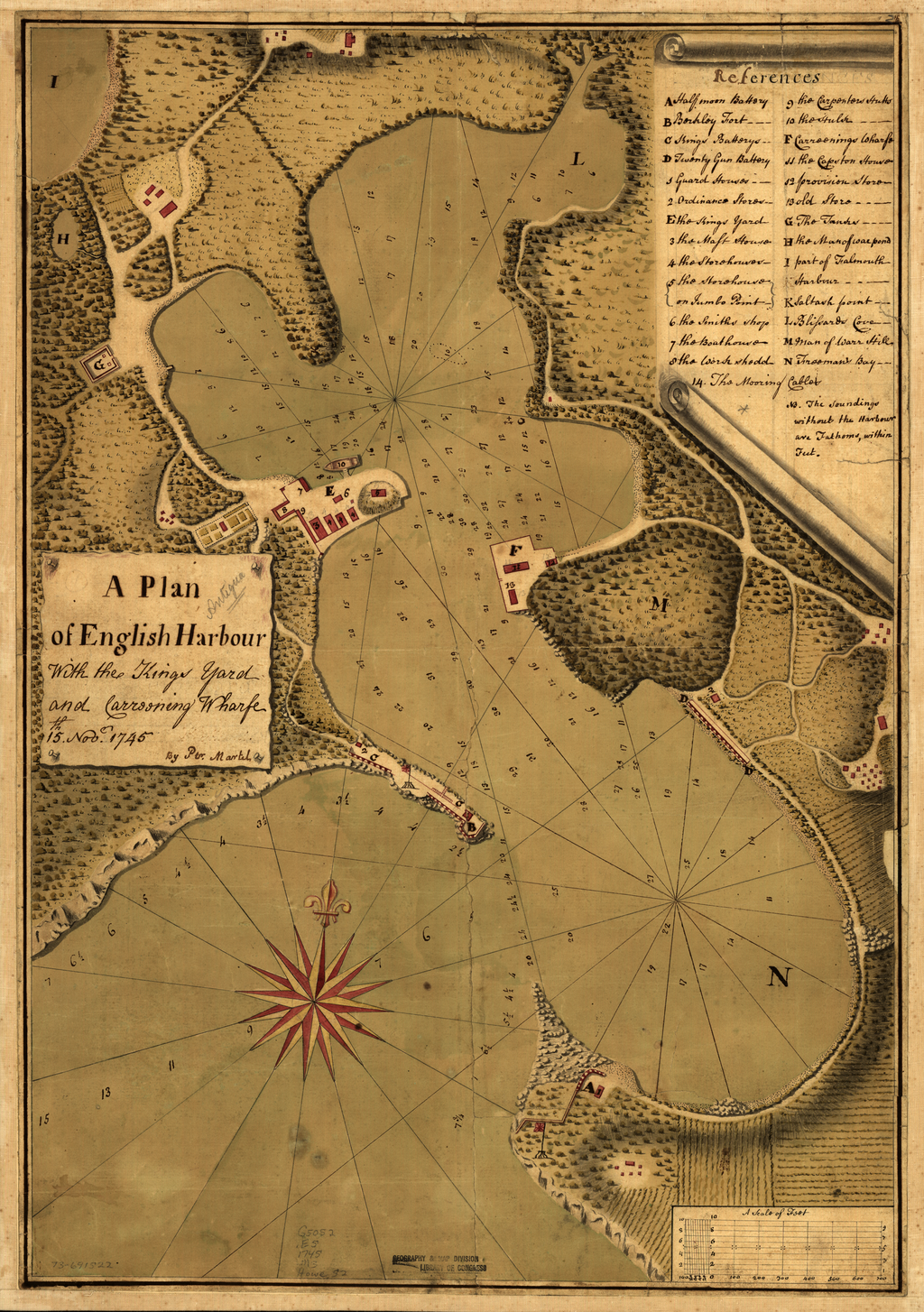
Una mappa di English Harbour risalente presumibilmente al 1748

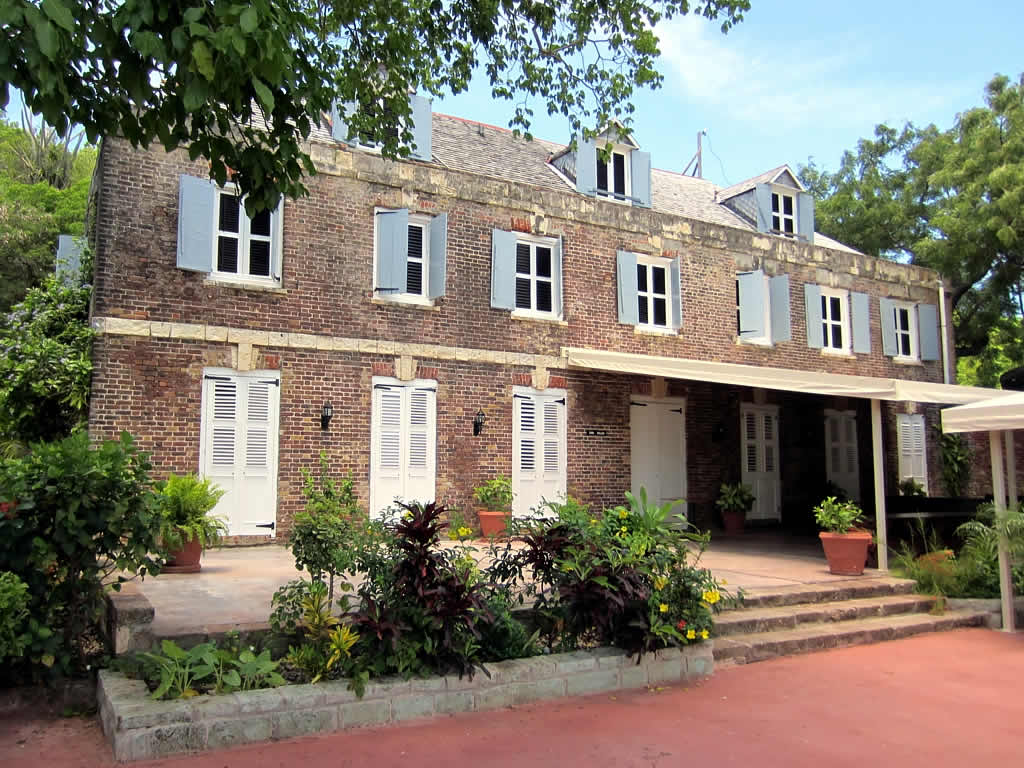
L'antico magazzino di pece e catrame ora ospita un hotel

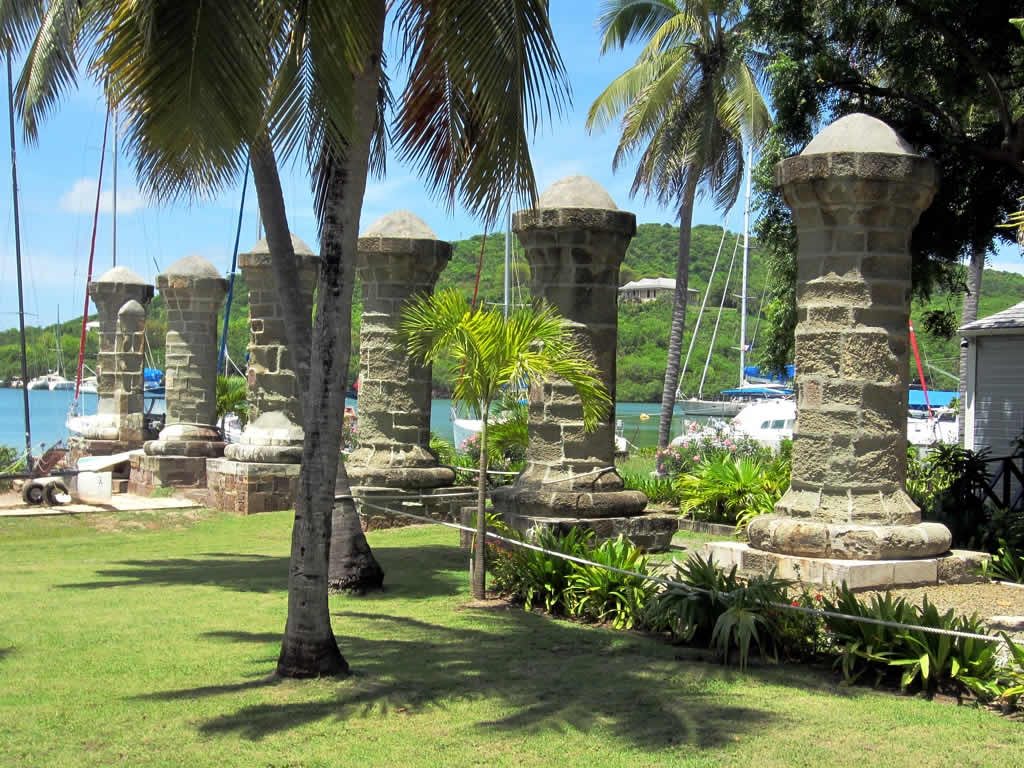
Le colonne dell'antica rimessa per imbarcazioni scoperchiata da un uragano nel 1871

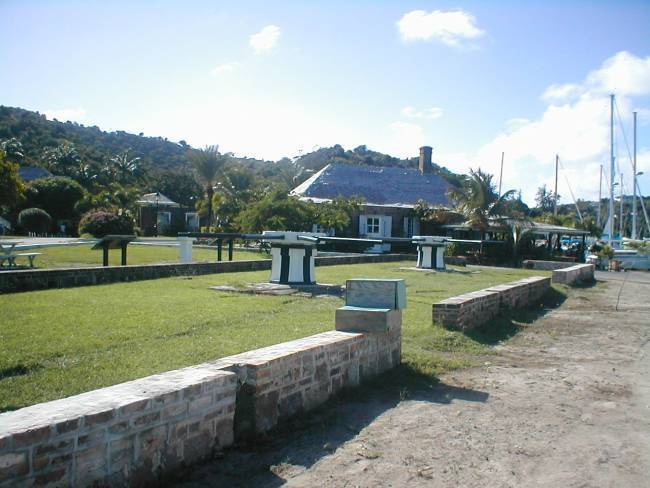
I cabestani per il carenaggio delle imbarcazioni

La baia fu usata per la prima volta degli inglesi nel 1671, la prima nave a riparare nella baia fu la "Dover Castle" noleggiata dalla corona britannica per l'utilizzo da parte del Governatore delle Isole Sopravento Settentrionali quando visitava i territori della sua giurisdizione a "caccia di pirati".
Il porto è situato in una profonda baia circondata da colline che offrono riparo dagli uragani, le navi ancorate nella parte interna della baia non sono visibili dalla costa, questo aspetto fu considerato di grande importanza per la protezione delle navi in riparazione.
Nel 1704 gli inglesi eressero un forte nella penisola situata all'imboccatura della baia, Fort Berkeley, il forte venne poi ampliato a partire dal 1740. 
Nei primi anni del XVIII secolo la baia era utilizzata solo come riparo, non vi erano ancora edifici per la manutenzione o per le riparazioni. Nel 1723 English Harbour divenne rilevante per la Royal Navy perché un uragano ruppe gli ormeggi e trascinò al largo 35 imbarcazioni ormeggiate negli altri porti di Antigua, le due navi ancorate a English Harbour (HMS Hector e HMS Winchelsea) non riportarono invece alcun danno. Ufficiali della marina dislocati nell'area inviarono dei rapporti chiedendo la costruzione di un cantiere idoneo per il riparo e la manutenzione delle Man-of-war, l'area di English Harbour fu ritenuta idonea per lo scopo. 
La costruzione dei primi edifici risale al 1725, nel 1728 nella parte orientale della baia venne costruito il primo cantiere, St. Helena, costituito da un edificio con il cabestano per il carenaggio e da altre costruzioni tra le quali un magazzino in pietra e tre ripari in legno per il ricovero dei materiali per il carenaggio. Non vi erano però alloggi per il personale e nemmeno per i marinai delle imbarcazioni in riparazione. Le operazioni navali nella regione divennero sempre più rilevanti soprattutto a causa dei corsari francesi e ben presto si rese necessaria la progettazione di un cantiere con maggiori infrastrutture. 
I lavori per la costruzione del cantiere attuale cominciarono all'inizio degli anni '40 del XVIII secolo, per la costruzione si utilizzarono gli schiavi delle vicine piantagioni di canna da zucchero. Nel 1745 era stata costruita una fila di magazzini di legno, del 1765 sono la costruzione dell'edificio per il comandante in capo e gli alloggi per gli ufficiali. Furono aggiunti altri magazzini e una cucina. Venne edificato il primo pezzo dell'attuale Saw Pit Shed (edificio con la fossa per segare) e nuovi moli con i pali antistanti, il complesso venne circondato da un muro di pietra. 
Tra il 1773 e il 1778 vennero eseguiti altri importanti lavori di ampliamento. Il muro perimetrale venne ampliato, vennero costruiti tra gli altri un edificio per il corpo di guardia, l'edificio per il portiere e i magazzini per le vele e i cordami. Fuori dalle mura venne costruito un ospedale. English Harbour divenne il porto di riparo per le navi britanniche durante la stagione degli uragani. 
Negli anni 1781-82 il conflitto con la Francia raggiunse il suo culmine, il governatore colonnello di Antigua, Thomas Shirley, ordinò il rafforzamento delle fortificazioni intorno al cantiere, vennero costruiti nuovi edifici in pietra. Nell'aprile del 1782 la Battaglia delle Saintes ridimensionò molto il nemico francese e le autorità locali di Antigua divennero molto riluttanti nello spendere ulteriori risorse per opere difensive. Proseguì tuttavia l'espansione del cantiere, tra il 1785 e il 1794 vennero aggiunti gli uffici per gli ingegneri con i magazzini per pece, catrame e acquaragia, il muro perimetrale venne ampliato per includere i nuovi edifici, venne completato i magazzino di rame e legname e ampliato il magazzino di tele e cordami, l'officina del fabbro risale a questo periodo. 
Nel 1784 giunse a English Harbour Horatio Nelson, all'epoca al comando della HMS Boreas e prese il comando del cantiere. Poco dopo il suo arrivo giunse il principe Guglielmo, duca di Clarence al comando della HMS Pegasus, del 1787 è il completamento di Clarence House, la residenza del comandante del cantiere, vennero anche rinforzate le opere difensive sulla collina sopra l'edificio. 
Nel 1795 il cantiere raggiunse la sua espansione massima, vi alloggiavano oltre 1000 persone, nel 1805 Nelson, al comando della HMS Victory e alla guida di una flottiglia, vi sbarcò altre 2000 soldati per la difesa, nei successivi 85 anni il cantiere fu operativo come base navale e cantiere di riparazioni della marina britannica. In due occasioni subì dei danni, nel 1815 per un incendio a causa di un fulmine e nel 1843 quando un forte terremoto inflisse danni ingenti alle infrastrutture, il cantiere venne velocemente riparato ma la rapida industrializzazione e il calo delle attività nelle colonie fecero progressivamente diminuire l'importanza di English Harbour e del suo cantiere. Nel 1895 il cantiere, inutilizzabile per le navi a vapore a causa del suo stretto accesso, venne chiuso e nel 1889 la proprietà passò dall'Ammiragliato al governo coloniale di Antigua. 
Negli anni '50 l'associazione Friends of English Harbour iniziò il restauro del complesso che venne aperto al pubblico nel 1961.
Le officine, gli alloggiamenti e i magazzini sono stati restaurati e ora sono adibiti ad utilizzo turistico, ospitano negozi, il Dockyard Museum, un hotel e un porto per gli yacht. 
Il complesso è il principale museo all'aperto dei Caraibi e fa parte Nelson’s Dockyard National Park.